# Atrace
Nella mitologia greca,  Atrace  era il nome di uno dei figli del dio fluviale Peneo (o di Elato, secondo un'altra versione del mito) e di Bura.

## Nella mitologia
Atrace era il padre di Ippodamia, di Cenis, la donna che diventò uomo per suo volere, e di Damasippe. Le figlie presero da lui presero l'epiteto di Atracidi.
Fu il mitico fondatore di una città della Tessaglia che prese il suo nome .